# La Celle-Saint-Cloud
La Celle-Saint-Cloud je grad i općina (commune) u departmanu Yvelines, dio pokrajine Île-de-France na sjeveru Francuske. Nalazi se na rubnim dijelovima zapadnog pariškog predgrađa, a od središta Pariza udaljena je 15,6 kilometara. Sjedištem općine i većim naseljima prolazi i linija pariške podzemne željeznice za područje pregrađa.  Unutar općine prometuje 6 međugradskih linija koje povezuju naselja s pariškim predgrađem ili samim poslovnim središtem. Sjedištem općine prolaze autocesta A13 i državna cesta 186, koje ga povezuju s gradovima susjednih općina.
Prema popisu stanovništva iz 2013. godine, općina ima 21.264 stanovnika. Površina općine iznosi 5,84 četvornih kilometara, a gustoća naseljenosti je iznadprosječna i iznosi preko 3.600 stanovnika po četvornom kilometru. U dobno-spolnoj strukturi stanovništva izjednačen je udio zrelog i mladog stanovništva što osigurava stalan blagi prirodni priraštaj. Ostalih 20% čini staro stanovništvo, uglavnom između 60 i 75 godina. Žene čine oko 53% ukupnog stanovništva.
Gradsko prijateljstvo njeguje s njemačkim Beckumom (pokrajina Sjeverna Rajna-Vestfalija) i maokanskim Settatom.
Na području općine nalazi se pet osnovnih i dvije niže srednje škole (kolegija), tri liceja (više srednje škole) te jedna privatna osnovna škola.

## Poznati stanovnici
- Klodoald, francuski redovnik i katolički svetac[4]
- Hilaire Belloc, francuski povjesničar, najveći katolički povjesničar u posljednjih dvjesta godina
- Marie Adelaide Belloc Lowndes, engleska književnica
- Guy Marchand, francuski glumac, glazbenik i pijanist
- Marine Le Pen, francuska političarka
- Michel Rocard, francuski političar i nekadašnji predsjednik vlade
- Napoleon III., francuski car

## Vanjske poveznice
- Službene stranice općine (fr.)